# Suède pendant la guerre d'Hiver
 (février 2016).
Si vous disposez d'ouvrages ou d'articles de référence ou si vous connaissez des sites web de qualité traitant du thème abordé ici, merci de compléter l'article en donnant les références utiles à sa vérifiabilité et en les liant à la section « Notes et références ».

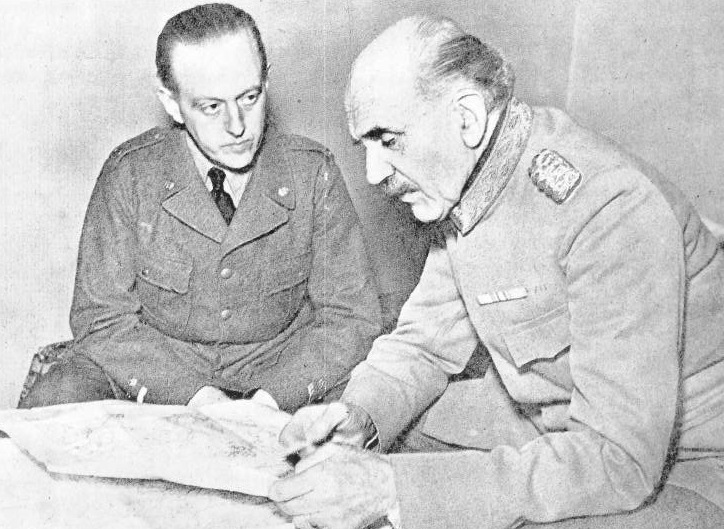
Le général Ernst Linder, commandant du Corps des Volontaires suédois, et son chef d'état-major, Carl August Ehrensvärd, à Tornio durant la guerre d'Hiver.

La guerre d'Hiver, qui a duré quatre mois, a démarré après l'invasion par l'Union soviétique de la Finlande le 30 novembre 1939, trois mois après l'invasion de la Pologne par l'Allemagne, qui a déclenché le début de la Seconde Guerre mondiale. La Suède ne s'est pas impliquée directement dans le conflit, mais elle a soutenu indirectement la Finlande.

## Les relations finno-suédoises avant la guerre d'Hiver

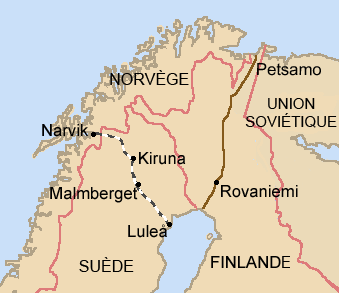
Un appui franco-britannique a été offert à la condition que soit accordé un libre passage au travers de la Norvège neutre et la Suède au lieu de prendre la route depuis la région de Petsamo, occupée par les Soviétiques.

Selon l'opinion dominante au ministère suédois des Affaires étrangères, la politique étrangère de la Finlande avait, depuis son indépendance et lors de la Guerre civile finlandaise en 1918, été «instable et aventureuse ». En outre, la politique intérieure de la Finlande était regardée avec grande méfiance par les sociaux-démocrates suédois. Après la défaite des socialistes lors de la guerre civile, la politique finlandaise était perçue en Suède comme antiparlementariste et antisocialiste. La coopération avec la Finlande avait, dans les années 1920 et 1930, surtout été préconisée par des politiciens de droite et des officiers. À la fois à droite et à gauche de l’échiquier politique, une coopération plus étroite avec la Finlande était considérée comme un moyen de contrer la position hégémonique des sociaux-démocrates en Suède.
Après la crise en Abyssinie, la Finlande et la Suède ont été contraintes de revoir leurs politiques étrangères, la Société des Nations semblant n’offrir qu’une protection théorique contre des agressions étrangères. Dans la région de la Baltique, l'Allemagne nazie et l'Union soviétique étaient considérées comme des agresseurs probables, impatients de retrouver les territoires perdus à la suite de la Première Guerre mondiale et susceptibles de vouloir étendre leur influence si possible. La Finlande a donc réorienté sa politique étrangère vers la Scandinavie et une politique de neutralité à la suédoise. Les plans détaillés de coopération militaire ont été complétés par des contacts intensifiés entre les diplomates et les politiciens. Les sociaux-démocrates, dirigés par Väinö Tanner, ont été réhabilités et incorporés au cabinet. L'ambassade de Finlande à Stockholm était considérée par Helsinki comme la plus importante, et Paasikivi, homme politique conservateur modéré, est devenu ambassadeur.
Même si les politiciens de premier plan et les officiels avaient été convertis et convaincus de la nécessité d'une coopération suédo-finlandaise plus étroite, des parlementaires et des personnalités éminentes n'ont pas modifié leurs attitudes anti-suédois ou anti-finlandaise aussi facilement. L’impression laissée dans les deux pays par l'indépendance de la Finlande, la guerre civile, la crise des îles Åland, les querelles linguistiques et le mouvement de Lapua subsistait. Ces impressions, à leur tour, ont été aggravées par la tendance en Suède à s'alarmer face au danger représenté par l'expansionnisme allemand et considérer l'Union soviétique avec bienveillance. En Finlande, cependant, le point de vue inverse était dominant.
La tradition de neutralité scandinave n'a pas permis la participation officielle suédoise à l’administration de sécurité du golfe de Finlande avec la Finlande. Cependant, en coulisse, les états-majors suédois et finlandais avaient négocié secrètement un plan de blocus du golfe en Finlande en 1929. Initialement, en 1930, la Suède était d’accord pour proposer le plan aux Estoniens dans le cas d'un blocus du golfe. Officiellement, la Suède ne participerait pas à la coopération, mais elle apporterait des troupes auxiliaires et du matériel si l'Union soviétique attaquait.
La disparition de Maxime Litvinov comme ministre des Affaires étrangères soviétique en mars 1939 était le signe d’une tension croissante et de danger pour la Finlande et les pays baltes et indirectement pour la Suède. Litvinov était connu pour ses positions pro-occidentales, et le nouveau ministre,  Viatcheslav Molotov, avait une attitude plus agressive. Les demi-promesses de Litvinov d'accepter et de soutenir une initiative commune finlando-suédoise pour la défense des îles d'Åland contre une potentielle menace allemande n'ont pas été confirmées par son successeur. En conséquence, les ministres pro-soviétiques en Suède, comme Ernst Wigforss et Östen Undén, ont proposé alors le retrait de Suède de ces plans. Le Parlement a accepté, désireux de poursuivre la politique de non-confrontation avec la Russie établie avec succès depuis 1812.

## La réponse politique à l'invasion soviétique
Face au pacte germano-soviétique et aux agressions soviétiques qui en découlèrent contre la Pologne et les pays baltes, la situation de la Finlande devenait de plus en plus dangereuse. Le 4 octobre, le gouvernement finlandais a demandé si la Suède était prête à contribuer à la défense d'Åland avec des moyens militaires. Le lendemain, Molotov a invité une délégation finlandaise à Moscou, le parlement suédois en étant informé le lendemain. Le 12 octobre, il s'avéra que le soutien politique n'était pas suffisant en vue d'un engagement militaire sur Åland : le parti de droite était pour l'idée, les sociaux-démocrates étaient divisés, et une majorité des agrariens et tous les libéraux étaient contre la proposition. L'opposition à une éventuelle assistance militaire suédoise sur Åland avait été renforcée par la crainte que l'intervention s’étendît à la Finlande continentale, ce que peu de parlementaires auraient alors soutenu.
Publiquement, la Finlande était soutenue, mais le ministre finlandais des Affaires étrangères Eljas Erkko avait été informé qu’il ne fallait pas compter sur les troupes suédoises. Il subsiste toujours une controverse pour savoir si le ministre a fait part ou non de cette information à ses collègues et au président Kyösti Kallio. 
Le message perçu par l'opinion publique en Finlande et en Suède diffère grandement des intentions du gouvernement suédois. Pendant deux mois, la Finlande avait combattu littéralement pour sa survie nationale, mais à la fin janvier 1940, l'Union soviétique a renoncé à ses plans de conquête de l'ensemble de la Finlande. Staline considérait alors comme suffisant que la Finlande cède son cœur industriel, y compris la deuxième ville du pays, Viipuri (aujourd’hui Vyborg). Cela signifierait que l'Union soviétique pourrait s'emparer de territoires beaucoup plus vastes que ce dont l'Armée rouge avait pu faire la conquête jusqu'alors. Grâce au « Statsrådsdiktamen », le roi de Suède fit entrer l'opinion publique suédoise dans les vues du gouvernement de pousser la Finlande à accepter les propositions soviétiques.

## Message du roi
Dans le « Statsrådsdiktamen » du 19 février 1940, le roi de Suède, Gustave V, a publiquement rejeté les demandes du gouvernement finlandais d'une intervention militaire dans la guerre d'Hiver pour aider la Finlande à contrer l'invasion soviétique. Cette déclaration du roi était destinée à faire pression sur la Finlande pour qu'elle accepte les sévères conditions de paix soviétique et à tempérer au sein de l'opinion publique les tenants de l'activisme nationaliste (en), qui pressaient le gouvernement de s'engager au côté du voisin finlandais. La déclaration royale eut l'effet escompté mais généra une importante amertume en Finlande.
Pendant la guerre, le gouvernement suédois a rejeté au total trois demandes officielles du gouvernement finlandais d'engagement militaire pour défendre la Finlande contre l'Union soviétique. Des plans détaillés pour le déploiement de forces suédoises le long de la frontière finlandaise avaient été réalisés dix ans auparavant et régulièrement remis à jour lors de contacts secrets entre les états-majors des deux pays. 
Cependant, aucune alliance formelle n'avait été conclue, et une reconnaissance officielle d'une défense commune des îles Åland démilitarisées avait été rejetée par le Parlement suédois en juin 1939.

## Position des militaires suédois

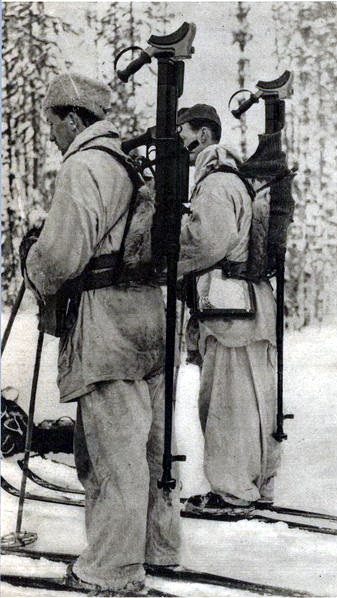
Volontaires suédois durant la guerre d'Hiver.

L'une des principales raisons qui a conduit le gouvernement suédois à la non-intervention était la crainte de perdre de contrôle de la situation interne en Suède. Les revendications soviétiques sur la Finlande dans les mois qui ont précédé le déclenchement de la guerre avaient réveillé l'opinion publique. Il y eut alors de grandes manifestations pour soutenir la Finlande, la Russie étant vue comme un ennemi traditionnel. La peur des Russes faisait partie de la mentalité suédoise depuis 1719, les galères russes brûlant alors des communautés côtières suédoises pendant la grande guerre du Nord. Pour éviter une atteinte du sol national, il était admis qu'il valait mieux défendre la Suède sur le sol finlandais.
Les forces armées suédoises étaient réduites en 1939. Un programme de réarmement avait été décidé en 1936 mais n'avait pas encore eu d'effet conséquent. L'armée de terre n'avait que 16 chars et un petit nombre de chenillettes armées de mitrailleuses. Les canons de défense antiaérienne étaient peu nombreux, et l'Armée de l'air n'avait que 36 chasseurs Gloster Gladiator. L'artillerie moderne était très limitée, les canons à courte portée de l'époque de la Grande Guerre ou plus anciens encore étaient la norme. En outre, la formation avait été très réduite à la suite de la décision prise en 1925 de réduire les forces armées, la plupart des unités n'ayant pas de formation hivernale et devant être formées après la mobilisation.
Au sein de l'armée suédoise, les officiers qui avaient été volontaires dans la Guerre civile finlandaise étaient maintenant des officiers supérieurs. Le plus notable d'entre eux étaient Axel Rappe, membre de l'état-major général, et Archibald Douglas, commandant du Corps d'Armée du Nord, corps comprenant environ 26 600 hommes, qui avaient été mobilisés pour garder la frontière suédoise avec la Finlande dans le cas d’une invasion russe,. Douglas était un ardent partisan d'une aide militaire appuyée au voisin finlandais. Il estimait en effet que la meilleure façon dont il pouvait défendre la Suède était de passer en Finlande et de rencontrer les Russes là-bas. Quand les Russes avient atteint un certain point à l'intérieur de la Finlande, l'ensemble du Corps d'Armée du Nord traverserait la frontière et prendrait position le long du Kemijoki, le tout sans l'approbation du gouvernement suédois.
Le fait que le gouvernement suédois n'a pas été d'emblée au courant du plan de Douglas rendait tout à fait possible son éventuelle exécution. Cependant, quand le gouvernement l'apprit, le plan a définitivement été abandonné bien que Douglas ait été autorisé à conserver son commandement et devienne plus tard chef de l'Armée de terre.
Le corps d'Armée du Nord, empêché d'entrer en Finlande, n'a cependant pas mis fin à ses tentatives d'aide. Les unités suédoises de première ligne « perdaient » parfois de l'équipement et du matériel qui étaient nécessaires de l'autre côté de la frontière. La volonté d'aider peut être également mise en évidence par les propos d’officiers chargés de l'approvisionnement des unités suédoises, qui comparaient les magasins de l'armée suédoise à Boden à une base d'approvisionnement finlandaise.
On pense que jusqu'à 10 000 volontaires suédois se sont rendus en Finlande et ont combattu aux côtés des soldats finlandais pendant le conflit avec la Russie afin d'aider à sa défense[réf. souhaitée]. Plusieurs livres écrits sur la guerre d'Hiver font référence aux volontaires suédois, et de nombreux Finlandais âgés reconnaissent encore la contribution de ces personnes.

## Conséquences
La guerre d'Hiver a contribué à réaffirmer la position de la Suède. L'aide à la Finlande avait été destinée autant à aider un voisin que de neutraliser l'opinion publique appelant à une intervention active et directe dans la guerre. Elle a également permis d'établir les priorités politiques avant les évènements du 9 avril 1940, lorsque l'Allemagne envahit le Danemark et la Norvège. L'objectif était maintenant le maintien de la Suède hors du conflit européen, alors en pleine expansion. De plus, si la Suède n'avait pas déclarer la guerre pour défendre la Finlande, il n'y avait aucune chance qu'elle le fasse pour la Norvège.